# Język tambora
Język tambora – odosobniony i słabo poznany język ludu Tambora, który zamieszkiwał wyspę Sumbawa w archipelagu Małych Wysp Sundajskich. Zaniknął w wyniku zagłady całego ludu Tambora wskutek wybuchu wulkanu Tambora w 1815 roku. W odróżnieniu od okolicznych języków Indonezji nie należał do rodziny austronezyjskiej. Był to zatem najbardziej wysunięty na zachód język papuaski, którego istnienie zostało historycznie udokumentowane (biorąc pod uwagę, że termin ten określa języki regionu niebędące austronezyjskimi). Inne języki papuaskie (z wysp Timor, Alor i Pantar) występują dopiero 500 km na wschód od Sumbawy.
Odrębność języka tambora od pozostałych języków regionu zauważył wcześnie John Crawfurd, wskazując w swoich pracach na jego „niemalajski” charakter i porównując go do języka tidore z Moluków. Jeszcze przed erupcją Stamford Raffles sporządził krótką listę słownictwa tambora, składającą się głównie z liczebników i rzeczowników. Mark Donohue przeanalizował te dane, dokonując analizy leksykalnej i fonologicznej. Brak dostatecznej dokumentacji uniemożliwia bliższą jego klasyfikację, ale zebrane dane słownikowe sugerują, że chodzi o język spoza rodziny austronezyjskiej, o profilu fonologicznym wskazującym na region wschodniej Indonezji bądź Nowej Gwinei. Nie zdołano udowodnić jego pokrewieństwa z innymi językami, toteż Harald Hammarström umieścił go wśród języków izolowanych. Przypuszczalnie stanowił pozostałość po wcześniejszych (przedaustronezyjskich) grupach językowych Archipelagu Malajskiego, które zapewne miały większy zasięg geograficzny niż współcześnie.
Nie wiadomo prawie nic na temat gramatyki tambora, poza pewnymi domysłami, które sformułowano w drodze analizy listy wyrazów (obecność przedrostków i przyrostków, wykorzystanie reduplikacji). W słownictwie tambora występują zapożyczenia z języków austronezyjskich. Poza tym jest słownikowo odrębny od innych języków regionu, zarówno austronezyjskich, jak i papuaskich. Jeśli był to język austronezyjski (co nie wydaje się prawdopodobne), to musiał być silnie odrębnym reprezentantem tej rodziny. Słowo taintu („ręka”) mogłoby łączyć go z językami timor-alor-pantar (por. abui taŋ, oirata tana, kui tan), ale nie stwierdzono innych możliwych form pokrewnych w leksyce. Wcześniej dopatrywano się związku języka tambora z językami mon-khmer, w tym wietnamskim. Niemniej pod względem typologii tambora nie daje się zakwalifikować do obszaru językowego kontynentalnej Azji Południowo-Wschodniej.